# Mazaugues
Mazaugues település Franciaországban, Var megyében. Lakosainak száma 894 fő (2022. január 1.). Mazaugues Tourves, La Celle, Plan-d’Aups-Sainte-Baume, La Roquebrussanne, Rougiers és Signes községekkel határos.

## Népesség
A település népességének változása:
| Lakosok száma | 858  | 887  | 912  | 889  | 878  | 868  | 873  | 875  | 894  |
|               | 2013 | 2015 | 2016 | 2017 | 2018 | 2019 | 2020 | 2021 | 2022 |